# Ann Hallenberg

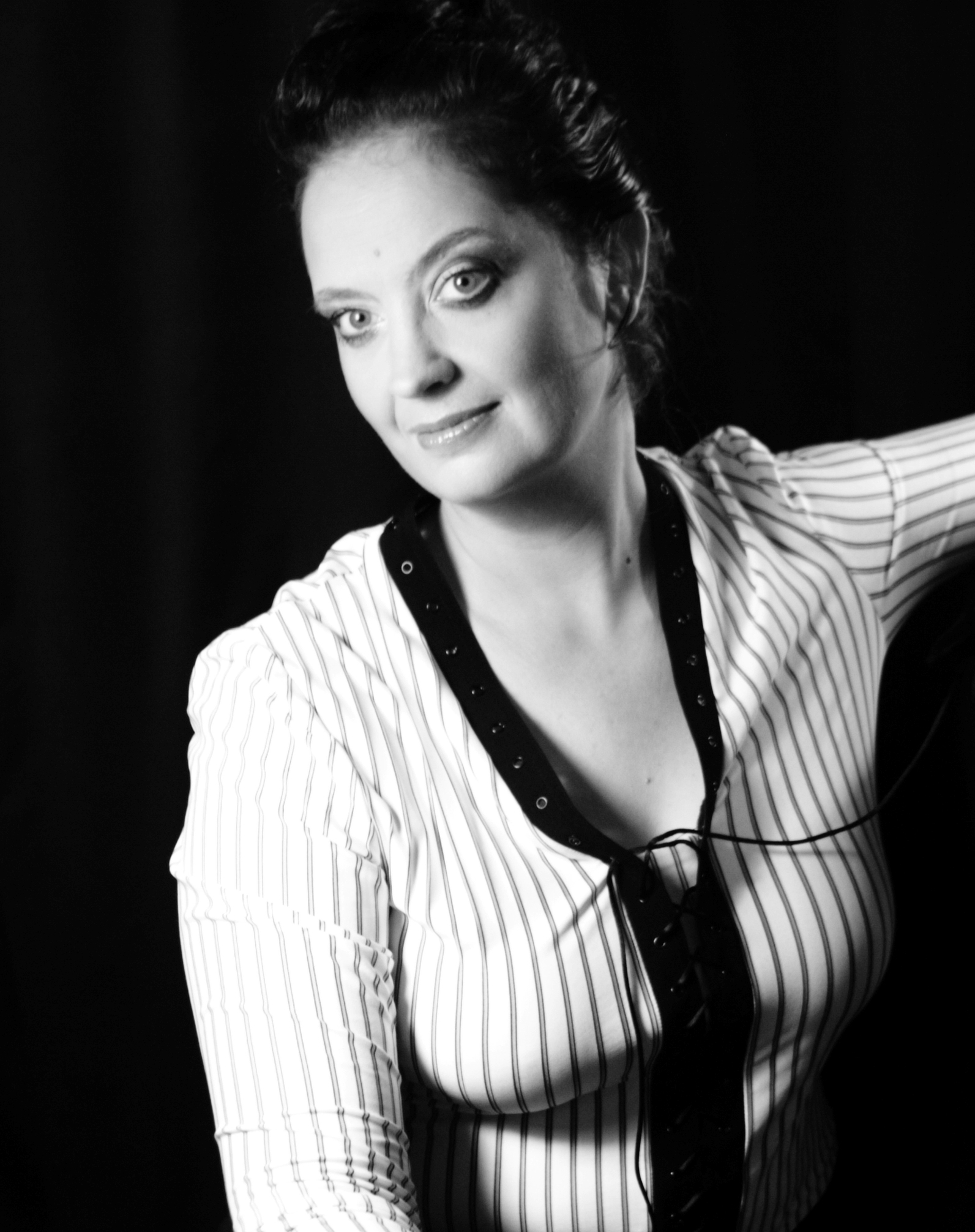
Ann Hallenberg

Ann Hallenberg (* 17. März 1967 in Västerås) ist eine schwedische Opern- und Konzertsängerin der Stimmlage Mezzosopran.

## Biografie
Sie studierte in Stockholm am National College of Operatic Art mit Kerstin Meyer und Erik Sædén und machte ihren Abschluss 1994. Ihre Ausbildung vervollkommnete sie außerdem bei Joy Mammen in London.
Ihr weicher, beweglicher und koloraturfähiger Mezzosopran hat Ann Hallenberg besonders im Bereich der Barockoper eine erfolgreiche Karriere beschert. Besonders bekannt ist sie als Händel-Interpretin und hat neben Auftritten auf der Opernbühne und im Konzertsaal zahlreiche Aufnahmen auch von seltenem Repertoire gemacht.
Sie wurde international bekannt, als sie im Februar 2003 in Zürich kurzfristig und mit großem Erfolg für Cecilia Bartoli als Piacere in Händels Il trionfo del Tempo e del Disinganno einsprang. Weitere Partien von Georg Friedrich Händel aus Hallenbergs Repertoire sind Cornelia in Giulio Cesare, Teodata in Flavio, Irene in Tamerlano, die Titelpartie in Siroe, Tauride in Arianna, die Titelrolle in Ariodante, Tirinto in Imeneo, Arsamene in Serse, Dejanira in Hercules, Cyrus in Belshazzar und Storgé in Jephtha.
Sie hat auch in mehreren Werken von Antonio Vivaldi gesungen, darunter die Titelrolle in dem Oratorium Juditha triumphans, sowie Servilia in Tito Manlio, Ramiro in Motezuma, Bradamante in Orlando furioso und Licori in La fida ninfa.
Zu ihrem Opernrepertoire zählen außerdem Penelope in Monteverdis Il ritorno d’Ulisse in patria, Aristeo in Sartorios Orfeo, Aristeo in Rossis Orfeo, Deianira in Cavallis Ercole Amante, Orfeo in Glucks Orfeo ed Euridice, die Titelrolle in Glucks Aristeo, die Titelrolle in Wolfgang Amadeus Mozarts Ascanio in Alba, Dorabella in Così fan tutte und Sesto in La clemenza di Tito; außerdem die Isabella in Rossinis L’italiana in Algeri, Rosina in Il barbiere di Siviglia, Charlotte in Werther, die Titelrolle in Carmen, Orlofsky in Die Fledermaus und Clarice in The Love For Three Oranges.
Zu ihrem geistlichen Repertoire gehören Bachs Weihnachtsoratorium, Pergolesis Stabat Mater sowie Mozarts C-Moll-Messe und Requiem.
Ann Hallenberg hat auch wichtige Werke des romantischen Konzertrepertoires gesungen, wie die Liebeslieder-Walzer von Johannes Brahms, die Kindertotenlieder von Gustav Mahler und Ernest Chaussons Poême de l’amour et de la mer, sowie in Mahlers Symphonie Nr. 3.
Zu den Dirigenten, mit denen Ann Hallenberg zusammengearbeitet hat, gehören Fabio Biondi, Ivor Bolton, Frans Brüggen, William Christie, Marcus Creed, Alan Curtis, Ottavio Dantone, John Eliot Gardiner, Roy Goodman, Emmanuelle Haïm, Philippe Herreweghe, Michael Hofstetter, Paul McCreesh, Marc Minkowski, Riccardo Muti, Arnold Östman, Christophe Rousset, Jean-Christophe Spinosi und Stephen Stubbs.

## Auszeichnungen und Ehrungen
- 2012: ECHO Klassik für „Operneinspielung – Oper des 17./18. Jahrhunderts“
- 2014: International Opera Award, beste Recital-CD (für Hidden Handel, erschienen bei Naïve)
- 2016: International Opera Award, beste Recital-CD (für Agrippina, erschienen bei Deutsche Harmonia Mundi)
- 2017: Schwedische königliche Medaille Litteris et Artibus

## CD-Einspielungen (Auswahl)
(jeweils chronologisch nach Aufnahme-Datum)

### Arien-Programme
- Carnevale 1729 (Arien von Geminiano Giacomelli, Tomaso Albinoni, Nicola Porpora, Giuseppe Maria Orlandini, Leonardo Leo, Leonardo Vinci), mit Il Pomo d’Oro, Stefano Montanari. PENTATONE PTC 5186678 (2017)
- Farinelli (Live) (Arien von Geminiano Giacomelli, Nicola Porpora, Johann Adolph Hasse, Leonardo Leo, Georg Friedrich Händel und Riccardo Broschi), mit Les talens lyriques, Christophe Rousset. Aparte (Harmonia Mundi), 2016
- Arias for Luigi Marchesi (Musik von Giuseppe Sarti, Niccolò Antonio Zingarelli, Johann Simon Mayr, Luigi Cherubini, Gaetano Pugnani, Francesco Bianchi, Domenico Cimarosa, Josef Mysliveček), mit Stile Galante, Stefano Aresi. Glossa, 2015
- Agrippina - Opera Arias (Musik von Händel, Graun, Porpora, Perti), mit Il Pomo d'Oro, Riccardo Minasi. Deutsche harmonia mundi, 2015
- Arias for Marietta Marcolini - Rossini's first muse (Musik von Gioachino Rossini, Johann Simon Mayr, Ferdinando Paer, Carlo Coccia, Giuseppe Mosca, Joseph Weigl), Stavanger Symphony Orchestra, Fabio Biondi.  Naïve Classique / Indigo, 2012

### Opern-Gesamtaufnahmen
- Francesco Maria Veracini: Adriano in Siria, mit Romina Basso, Sonia Prina, Roberta Invernizzi u. a., Europa Galante unter Fabio Biondi (Aufnahme von den Resonanzen 2014 im Wiener Konzerthaus, FB)
- Georg Friedrich Händel: Giove in Argo, mit Karina Gauvin, Vito Priante u. a., Il Complesso Barrocco, Alan Curtis. Virgin Classics (EMI), 2013
- Antonio Vivaldi: Catone in Utica, mit Sonia Prina, Romina Basso, Topi Lehtipuu u. a., Il Complesso Barrocco, Alan Curtis. Naïve Classique (Indigo), 2013
- Antonio Vivaldi: Il Farnace, mit Karina Gauvin, Mary-Ellen Nesi, Max Emanuel Cencic u. a., I Barrocchisti, Diego Fasolis. Virgin Classics, 2011
- Georg Friedrich Händel: Ezio, mit Karina Gauvin, Sonia Prina, Vito Priante u. a., Il Complesso Barrocco, Alan Curtis. Archiv Produktion, 2008
- Georg Friedrich Händel: Tolomeo, mit Karina Gauvin, Anna Bonitatibus, Romina Basso u. a., Il Complesso Barrocco, Alan Curtis. Archiv Produktion, 2008
- Georg Friedrich Händel: Il trionfo del Tempo e del Disinganno, mit Nathalie Dessay, Sonia Prina u. a., Le Concert d'Astrée, Emmanuelle Haïm. Virgin Classics, 2007
- Antonio Vivaldi: Orlando furioso, mit Marie Nicole Lemieux, Philippe Jaroussky, Lennifer Larmore, Veronica Cangemi u. a., Ensemble Matheus, Jean-Christophe Spinosi, Naïve, 2004
- Antonio Sartorio: L'Orfeo, mit Suzie Le Blanc, Rodrigo del Pozo, Harry van der Kamp u. a., Teatro Lirico, Stephen Stubbs. Vanguard Classics, 1998/1999

### Sonstiges
- Johannes Brahms: Alt-Rhapsodie, Schicksalslied, Sinfonie Nr. 4, mit dem Orchestre des Champs-Elysees, Collegium Vocale Gent, Philippe Herreweghe. Phi, 2017